# Gran Conspiración

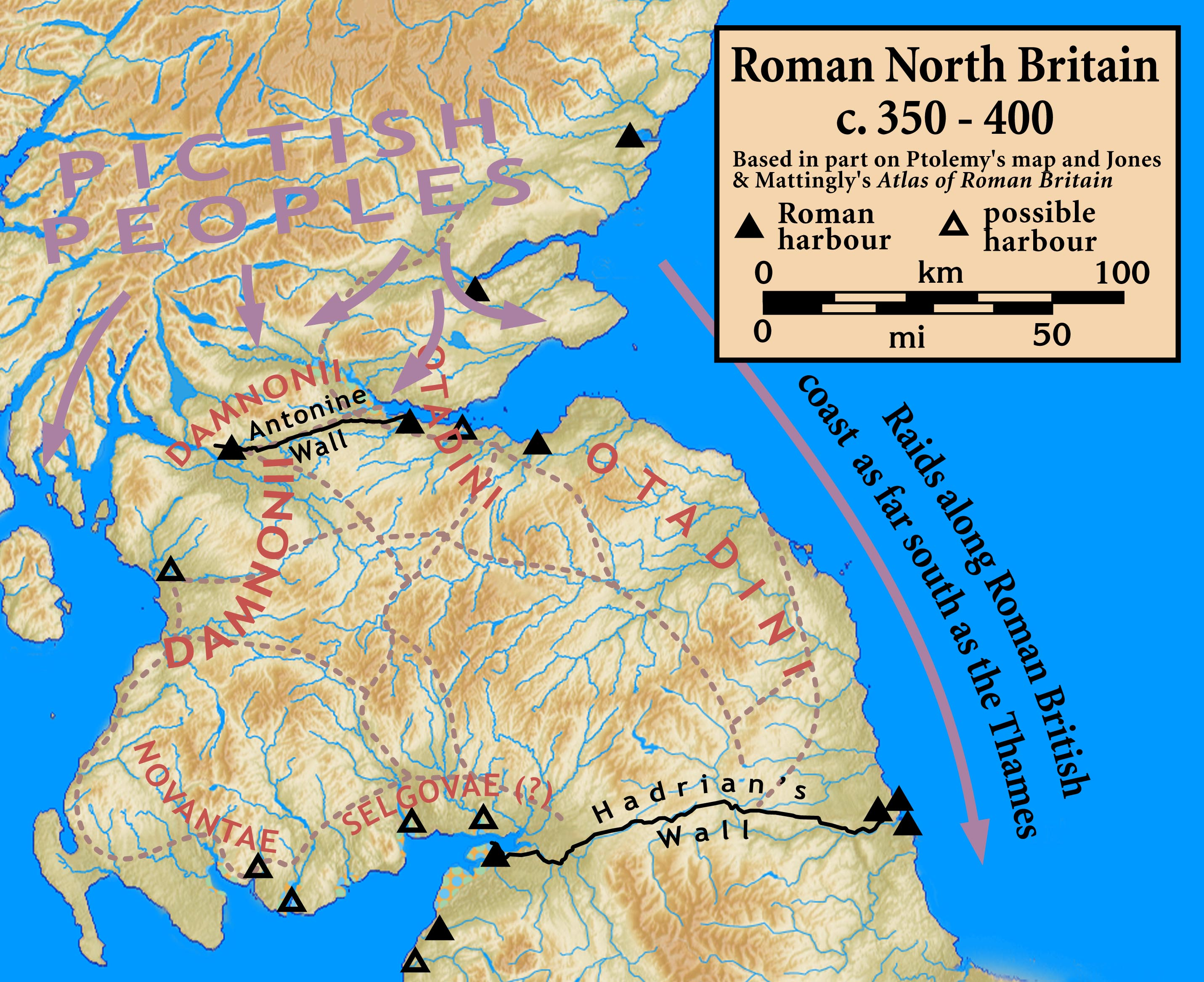
El Norte de Britania en la segunda mitad del

La Gran Conspiración es un término que se da a una guerra que duró un año y aconteció en la Britania romana cerca del final de la ocupación romana de la isla. El historiador Amiano Marcelino la describió como una barbarica conspiratio que se cebó en una fuerza militar reducida en la provincia como consecuencia de las pérdidas de Magnencio en la batalla de Mursa Major.

## Rebelión e invasión concertada
En el verano de 367, la guarnición romana del muro de Adriano se rebeló y permitió que los pictos de Caledonia entraran en Britania. Simultáneamente, los attacotti, escotos de Hibernia y sajones de Alemania, tomaron en olas coordinadas y previamente concertadas, sobre las fronteras occidentales y del surorientales, respectivamente. Los francos y los sajones también desembarcaron en el norte de la Galia.
Estos grupos consiguieron superar a casi todos los puestos y asentamientos romanos leales. Toda la zona occidental y septentrional de Britania fueron superadas, las ciudades saqueadas y los civiles romano-británicos asesinados, violados o esclavizados. Nectárido, el comes del litoral sajón fue asesinado y el Dux Britanniarum, Fullofaudes fue asediado o capturado, las unidades que quedaban de su ejército permanecieron acantonadas en las guarniciones dentro de las ciudades surorientales. Los areani o marineros locales a los que los romanos pagaban para proporcionar información sobre los movimientos de los bárbaros parecen haber traicionado a quienes pagaban sus sobornos, haciendo que los ataques fueran totalmente inesperados. Los soldados desertores y esclavos fugitivos vagaron por el campo y se dedicaron al robo para sostenerse. Aunque el caos era amplio e inicialmente concertado, el propósito de los rebeldes era solo el enriquecimiento personal y trabajaron más como pequeñas bandas que como grandes ejércitos.

## La reacción imperial
El emperador Valentiniano I estaba en campaña contra los alamanes en esa época y fue incapaz de responder personalmente. Se eligieron a una serie de comandantes para que actuaran en su lugar, pero en seguida eran reemplazados. El primero fue Severo, el comes domesticorum del emperador, pronto reemplazado por Flavio Jovino, el magister equitum; rumores de desastres los acosaban, sin embargo, y les llevó casi 15 meses antes de que se enviara un reemplazo capaz.
En la primavera del año 368, una fuerza de refresco comandada por el Conde Teodosio
llegó a Britania desde la Galia. Trajo consigo cuatro unidades, batavios, hérulos, jovios y victores así como a su hijo, el posterior emperador Teodosio. Marchó desde Richborough a Londinium y empezó a tratar con los bárbaros. Se prometió una amnistía a los desertores lo que permitió a Teodosio volver a dotar de guarniciones a los fuertes abandonados. Se nombró un nuevo Dux Britanniarum, Dulcitio, con Civilis nombrado vicarius para encabezar la nueva administración civil.
A finales del año, los bárbaros habían sido rechazados hasta sus tierras de origen; los amotinados habían sido ejecutados; el Muro de Adriano fue tomado de nuevo; y el orden regresó a la provincia. Se llevó a cabo en Britania una considerable reorganización, incluyendo la creación de una nueva provincia llamada Valentia, probablemente para mejorar el tratamiento del estado del lejano norte. Claudiano sugiere que hubo actividad naval en el norte de Britania. Es posible que Teodosio montara expediciones punitivas contra los bárbaros. La Notitia Dignitatum más tarde documenta cuatro unidades de attacotti sirviendo a Roma en el continente. Los areani fueron descargados de obligaciones y las fronteras se fortificaron de nuevo con la colaboración de tribus fronterizas como los votadini, marcando la carrera de hombres como Paternus.
Teodosio regresó a Roma como héroe, y se le hizo principal consejero militar de Valentiniano I, aunque posteriormente cayó en desgracia y fue ejecutado. Una década más tarde, su hijo se convirtió en emperador. Los romanos acabaron con la mayor parte del caos, aunque siguieron produciéndose razias de los pueblos anteriormente mencionados.

## La Gran Rebelión en la ficción
Relatos de ficción de la Gran Conspiración se expusieron en la novela histórica Águila en la nieve, de Wallace Breem; la novela de fantasía Taliesin de Stephen R. Lawhead y The Skystone de Jack Whyte. 